# Edifício Estado de Sergipe
O Edifício Estado de Sergipe, cujo é conhecido popularmente como Edifício Maria Feliciana é o maior prédio da cidade de Aracaju em Sergipe.

## História

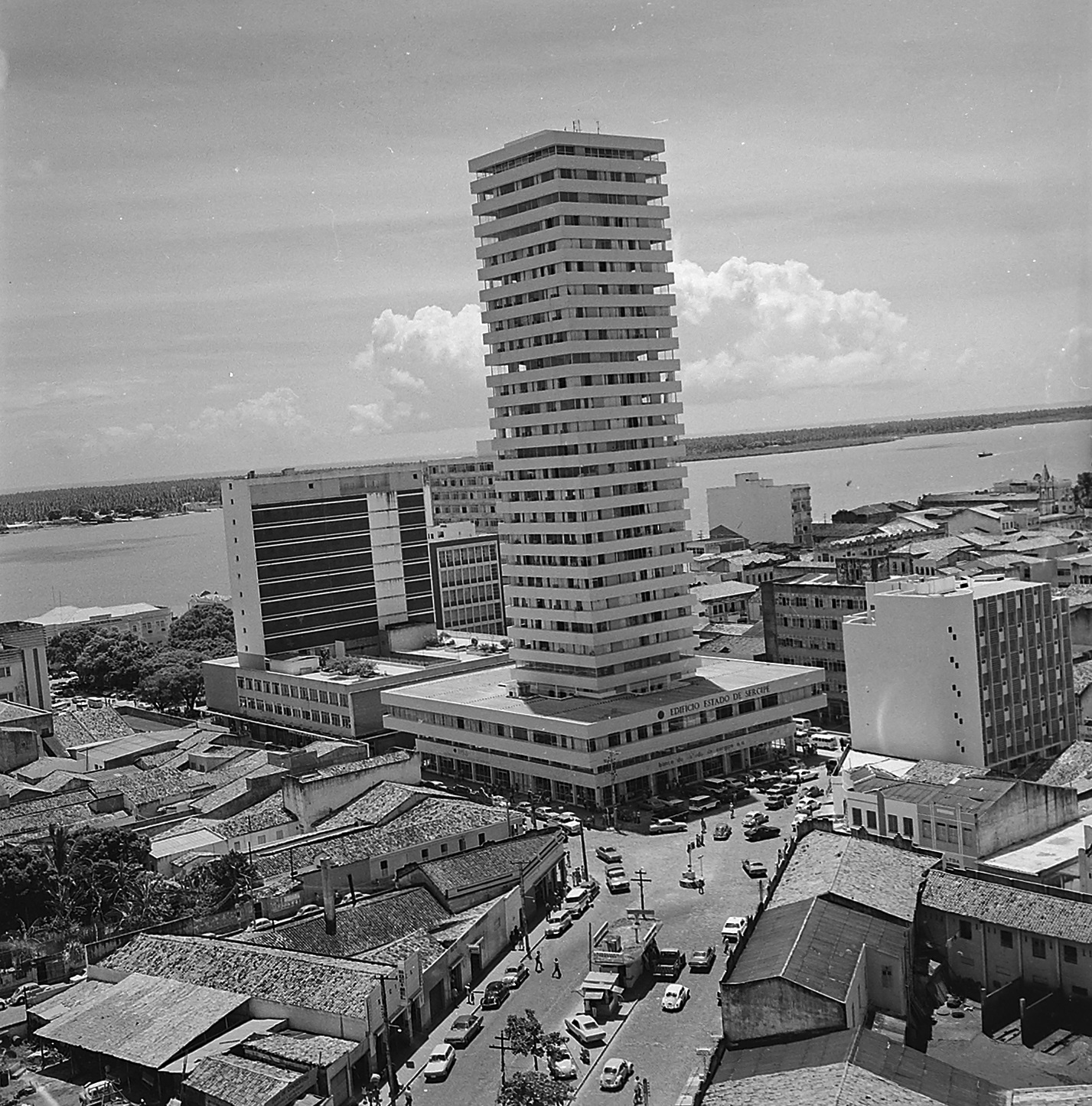
Edifício Estado de Sergipe, em 1974.

Em 1970 o edifício mais alto do Nordeste - posto que perde três anos depois. Batizado Edifício Estado de Sergipe, o prédio fica mais famoso como ‘Maria Feliciana', numa alusão à ilustre sergipana que àquela época era considerada a mulher mais alta do país. "Foi um dos primeiros modelos da arquitetura moderna em Aracaju", comenta Amâncio.
Ainda hoje considerado o maior do Estado, o espigão de 28 andares e 96 metros de altura simboliza o início do período de desenvolvimento econômico de Sergipe. "Naquele período chegaram grandes empresas nacionais, como a Petrobras", o edifício é ocupado pelo Banco do Estado de Sergipe (Banese) e por outras repartições públicas.